# Wendy Liebman
Wendy Liebman (Manhasset, Nassau megye, New York, 1961. február 27. –) amerikai stand-up komikus. Fellépései nyugodt stílusúak, szövegei gyakran tartalmaznak szójátékokat.

## Élete
A Long Island-i Roslynban nőtt fel. Gyerekkorában nővérével és egy barátjával együtt eljatszotta a Rumpelstilskin című mesét.
1983-ban diplomázott a Wellesley College tanulójaként. Ezután kis ideig kutató volt a Harvard Orvosi Iskolában.

## Karrierje
1984-ben kezdett stand-upolni.
1996-ban elnyerte az American Comedy Awardot "az év női humoristája" kategóriában.
Szerepelt a The Larry Sanders Show-ban, a The Tonight Show-ban, a Dr. Katz - Professional Therapist-ban, a Jimmy Kimmel Live!-ban, a Late Show with David Letterman-ben, a Late Night with Jimmy Fallonban és a The Late Late Show with Craig Fergusonban.
2011 novemberében jelent meg első önálló estje Wendy Liebman: Taller On TV címmel. 2012 májusában felkerült a weboldalára, ahol 5 dollárért le lehetett tölteni, 2014-ben pedig hanganyag formájában is megjelent.
Robert B. Sherman lánya.
2014-ben Liebman és a férje autóval utaztak, amikor egy részeg sofőr beléjük szaladt. A balesetben egy ember meghalt, hét autó pedig megsérült. Az incidens kihatott Liebman stand-up karrierjére, így a rákövetkező évben elhatározta, hogy "stílusosan visszatér": jelentkezett az America’s Got Talent kilencedik évadába. 2014. augusztus 13-án kiesett, de 2014. augusztus 15-én az egyik bíró, Howard Stern "aduászaként" őt vetette be, így eljuttatta a következő döntőig. A szeptember 3.-ai epizódban ismét kiesett.

## Magánélete
Zsidó származású.
2003. április 12-én házasodott össze Jeffrey Sherman producerrel. Egy korábbi házasságából két fia van.
2015 decemberében a Studio City-beli lakásából egy West Hills-i (Los Angeles) házba költözött.

## Diszkográfia
- Taller on TV (2014)

## Filmográfia

### Rövidfilmek
- The Remote (2000)
- 50 Greatest (2011)

### Stand-up fellépései
- Girls' Night Out 1994
- Women of the Night IV 1995
- Comic Relief VII 1995
- HBO Comedy Half-Hour 1996
- Stand-Up Spotlight 2002
- Green Collar Comedy Show 2010
- Wendy Liebman: Taller on TV 2011 (rendező is)

## Fordítás
Ez a szócikk részben vagy egészben  a   Wendy Liebman című angol Wikipédia-szócikk fordításán alapul.  Az eredeti cikk szerkesztőit annak laptörténete sorolja fel. Ez a jelzés csupán a megfogalmazás eredetét és a szerzői jogokat jelzi, nem szolgál a cikkben szereplő információk forrásmegjelöléseként.